# Deals Death
Deals Death — шведський музичний метал-гурт, заснований у 2008 році в місті Бурленге. Після зміни складу місце приналежності колективу змінилося на Гетеборг. Дотримаються стилістичного напрямку мелодійний дез-метал.

## Історія
Гурт Deals Death розпочав своє існування у 2007 році, коли гітарист Ерік Якобсон почав записувати метал-композиції у музичному університеті «Boomtown», що у містечку Бурленге. На початку існування колективу Якобсону допомагали учасники гурту Sabaton. У 2008 році відбувся виступ Deals Death з симфонічним оркестром у Даларні. Саме тоді до команди приєднався вокаліст Улле Екман. У тому ж році було повністю сформовано склад та записано дебютний альбом «Internal Demons», що складався з восьми пісень. Як гість на альбомі був представлений гітарист Children of Bodom Александер Куоппала, а зведенням релізу займався Петер Тегтгрен.
У 2009 році Deals Death комплектується новими учасниками з Гетеборгу і обирає це місто як своє постійне місце дислокації. Наступного року було записано другий альбом, що отримав назву «Elite». Як саунд-продюсера цього разу було обрано Юнаса Челльгрена із Scar Symmetry. Однак реліз побачив світ лише у 2012 році, після підписання контракту з лейблом Spinefarm Records. Роком раніше було презентовано відеокліп на пісню Fortified.
Вихід третього альбому гурту «Point Zero Solution» заплановано на середину вересня 2013 року.

## Склад гурту
- Улле Екман — вокал
- Ерік Якобсон — гітара
- Себастіан Мирен — гітара
- Янне Ялома — ударні
- Каммо Олайвар — бас-гітара

Колишні музиканти
- Андерс Гербертсон — бас-гітара
- Ульріх Сандер — бас-гітара
- Тім Грундтман — ударні
- Рікард Сунден — гітара
- Фредрік Юнг — бас-гітара

## Дискографія
| Альбом              | Рік  | Формат | Лейбл             |
| ------------------- | ---- | ------ | ----------------- |
| Internal Demons     | 2009 | Альбом |                   |
| Elite               | 2012 | Альбом | Spinefarm Records |
| Point Zero Solution | 2013 | Альбом | Spinefarm Records |